# Dady
Eduardo Fernando Pereira Gomes, dit Dady, est un footballeur international cap-verdien né le 13 août 1981 à Lisbonne. Il joue au poste d'attaquant.

## Biographie
Il joue en équipe du Cap-Vert de par ses origines.
Issu de la formation lisboète (au CF Benfica par 2 fois et au Sporting Lisbonne), il part une saison au Boavista avant de revenir au Sporting en 2000 pour y jouer en équipe réserve.
Après une saison, il part jouer pour le CA Aldenovense dans la municipalité de Serpa qui jouait en III Divisão (D4). Il y inscrit 10 buts en 21 matchs de championnat.
Il est alors repéré par le club d'Odivelas FC en Segunda Divisão B (D3). Il va s'installer dans l'équipe et inscrit 26 buts en 3 saisons et 92 matchs.
En 2005, le club d'Estoril, alors en Segunda Liga (D2) le recrute. Il va y retrouver plusieurs joueurs cap-verdiens, Ernesto Soares, le jeune Varela et Vítor Moreno. En 6 mois, il inscrit 6 buts en 14 matchs de championnat et est repéré par le club d'Os Belenenses.
Il joue son premier match en Liga Sagres le 14 janvier 2006 lors de la défaite 0–1 à domicile contre le Sporting. Sa demi-saison n'est pas une réussite.
Après ce temps d'adaptation, il devient une pièce maitresse de l'équipe lors de la saison 2006-2007. Il est à la pointe de l'équipe dont l'animation offensive est confiée à José Pedro, Silas et Cândido Costa (en). Il a la confiance de l'entraineur, Jorge Jesus, et inscrit 12 buts en 29 matchs. Il aide l'équipe à terminer 5e et à se qualifier pour la Coupe UEFA.
Le 27 mai 2007, il arrive en finale de la Coupe du Portugal contre le Sporting. Il joue le match en entier mais le Sporting gagne 1-0 (but de Liédson).
Le 4 mai 2007, le Roubine Kazan propose 3 millions d'euros au CF Belenenses pour l'engager. C'est finalement à Pampelune qu'il signe pour 3 saisons en aout 2007 et 3,5 millions d'euros.
En avril 2009, il est opéré d’un kyste osseux du fémur, ce qui le rend indisponible jusqu'à la fin de la saison 2008-09. De retour de blessure, son entraîneur, José Antonio Camacho souhaite se séparer de lui et il est annoncé au RC Strasbourg. Les clubs reconnaissent les contacts mais le transfert ne se fait pas. Il reprend donc avec le club de Navarre avec l'espoir de jouer et gagner sa place.
En janvier 2011, il revient au Portugal au SC Olhanense, il y signe pour 1 saison et demi. Il y retrouve un compatriote en la personne de Toy, qu'il a côtoyé en équipe nationale en 2008. Il y retrouve également Daúto Faquirá (en), entraineur qu'il a déjà croisé à Odivelas et à Estoril; ils reconnaissent une admiration mutuelle et Dady avoue que la présence de Faquirá (en) a beaucoup compté dans son choix de club. Il joue son premier match avec le club d'Olhão contre le Maritimo à Funchal (défaite 0-4). Il joue tous les matchs de la fin de saison et inscrira son seul et unique but lors du dernier match (30e journée) contre Rio Ave (match nul 2-2). Son club termine 13e de Liga Sagres avec la pire attaque de la saison 2010-2011.
À l'intersaison, il est évoqué un départ du cap-verdien pour l'Espagne ou la Grèce car il y a 4 attaquants pour 2 postes dans l'effectif du club de l'Algarve. La saison commence bien avec un match nul 1-1 contre le Sporting et Dady inscrit son premier but de la saison dès le deuxième match de la saison contre le Vitória Setúbal (2-2). Il joue en pointe dans un 4-2-3-1 avec un trio offensif composé de Wilson Eduardo-Rui Duarte-Salvador Agra. Le club se stabilise au milieu de tableau mais enchaine les défaites au mois de décembre. Daúto Faquirá (en) est alors remplacé par Sergio Conceição. Olhanense termine la saison en 8e position et Dady finit meilleur buteur du club (à égalité avec Wilson Eduardo) avec 7 buts.
Le 17 juillet 2012, l'attaquant cap-verdien signe dans le club chypriote d'Apollon Limassol. Il ne joue que 10 matchs et marque 2 buts mais il est barré par les titulaires en attaque : Fotios Papoulis (en), Alex Konstantinou (en) et Roberto (en) ou Dimitris Souanis (en).
En mars 2013, il s'engage pour le club chinois de Shanghai Shenhua. Il est le 5e étranger recruté par le club chinois avec Giovanni Moreno, Patricio Toranzo (en), Rolando Schiavi et Firas Al-Khatib.
Le 4 mai 2013, alors qu'il est remplaçant contre le Wuhan Zall, il entre à la 54e alors que le score est de 1-2 contre son équipe. Il inscrit 2 buts aux 70e et 78e, ce qui permet à Shanghai Shenhua d'arracher le match nul 3-3.
En mars 2014, il signe dans le club de D2 chinoise de Xinjiang Tianshan Leopard (en)

## Carrière
| Saison         | Club                           | Pays | Championnat               | Championnat | Championnat | Coupe nationale | Coupe nationale | Comp. continentale | Comp. continentale | Comp. continentale | Sélection Cap-Vert | Sélection Cap-Vert |
| Saison         | Club                           | Pays | Div.                      | Matchs      | Buts        | M               | B               | Comp.              | M                  | B                  | M                  | B                  |
| -------------- | ------------------------------ | ---- | ------------------------- | ----------- | ----------- | --------------- | --------------- | ------------------ | ------------------ | ------------------ | ------------------ | ------------------ |
| 2000-2001      | Sporting Portugal              |      | II Divisão B (D3)         | 19          | 5           | -               | -               | -                  | -                  | -                  | -                  | -                  |
| 2001-2002      | CA Aldenovense                 |      | III Divisão (D4)          | 21          | 10          | -               | -               | -                  | -                  | -                  | -                  | -                  |
| 2002-2003      | Odivelas FC                    |      | II Divisão B (D3)         | 27          | 7           | 1               | 0               | -                  | -                  | -                  | -                  | -                  |
| 2003-2004      | Odivelas FC                    |      | II Divisão B (D3)         | 33          | 11          | 2               | 0               | -                  | -                  | -                  | -                  | -                  |
| 2004-2005      | Odivelas FC                    |      | II Divisão B (D3)         | 33          | 9           | 1               | 1               | -                  | -                  | -                  | -                  | -                  |
| 2005-jan 2006  | Estoril-Praia                  |      | Segunda Liga (D2)         | 14          | 6           | 1               | 0               | -                  | -                  | -                  | -                  | -                  |
| jan-juin 2006  | CF Belenenses                  |      | Liga Sagres (D1)          | 9           | 0           | -               | -               | -                  | -                  | -                  | 1                  | 0                  |
| 2006-2007      | CF Belenenses                  |      | Liga Sagres (D1)          | 29          | 12          | 6               | 3               | -                  | -                  | -                  | 2                  | 0                  |
| 2007-2008      | Osasuna Pampelune              |      | Liga BBVA                 | 30          | 7           | -               | -               | -                  | -                  | -                  | 5                  | 3                  |
| 2008-2009      | Osasuna Pampelune              |      | Liga BBVA                 | 14          | 3           | -               | -               | -                  | -                  | -                  | 3                  | 1                  |
| 2009-2010      | Osasuna Pampelune              |      | Liga BBVA                 | 10          | 1           | 5               | 2               | -                  | -                  | -                  | 2                  | 0                  |
| 2010-jan 2011  | Bucaspor                       |      | Spor Toto Süper Lig       | 5           | 0           | -               | -               | -                  | -                  | -                  | 3                  | 0                  |
| jan-juin 2011  | SC Olhanense                   |      | Liga Sagres (D1)          | 7           | 1           | -               | -               | -                  | -                  | -                  | -                  | -                  |
| 2011-2012      | SC Olhanense                   |      | Liga Sagres (D1)          | 23          | 7           | 3               | 1               | -                  | -                  | -                  | 2                  | 1                  |
| 2012-mars 2013 | Apollon Limassol               |      | Marfin Laiki League (D1)  | 10          | 2           | -               | -               | -                  | -                  | -                  | -                  | -                  |
| mars-nov 2013  | Shanghai Shenhua               |      | Chinese Super League (D1) | 27          | 9           | -               | -               | -                  | -                  | -                  | -                  | -                  |
| 2014           | Xinjiang Tianshan Leopard (en) |      | Ligue Jia (D2)            | 5           | 0           | -               | -               | -                  | -                  | -                  | -                  | -                  |
| 2014           | Atlético CP                    |      | Segunda Liga (D2)         | -           |             | -               | -               | -                  | -                  | -                  | -                  | -                  |

## Palmarès
- Coupe du Portugal :
  - Finaliste en 2007 (CF Belenenses)